# Dorbeck
Dorbeck is een personage in de roman De donkere kamer van Damokles uit 1958 van de Nederlandse schrijver Willem Frederik Hermans. Dorbeck is officier in het Nederlandse leger en wil zich ook na de capitulatie niet aan de Duitsers overgeven. Hij geeft gevaarlijke opdrachten aan de door minderwaardigheidsgevoelens beheerste Henri Osewoudt, die in hem iemand ziet zoals hijzelf zou willen zijn. Na de oorlog is Dorbeck spoorloos.
Dorbeck is een manifestatie van het dubbelgangersmotief. Op het realistische niveau van de roman zorgt zijn uiterlijke gelijkenis met Osewoudt voor gecompliceerde verwikkelingen; op het psychologische verhaalniveau vormt hij het Über-ich van Osewoudt. De vraag of Dorbeck in de verhaalwerkelijkheid echt bestaat of een verzinsel van Osewoudt is, heeft veel aandacht gekregen in interpretaties van de roman.

## Biografie
In mei 1940, tijdens de Tweede Wereldoorlog, komt Dorbeck, een Nederlandse luitenant, in Osewoudts sigarenwinkel een filmpje laten ontwikkelen en afdrukken. Nadat het Duitse leger Voorschoten is binnengetrokken komt Dorbeck terug en vertelt tijdens het bombardement op Rotterdam twee Duitse saboteurs te hebben neergeschoten waardoor hij zich moet vermommen. Osewoudt geeft Dorbeck een kostuum en schoenen te leen en verstopt Dorbecks uniform. Dorbeck lijkt erg op Osewoudt en is ook even groot. Hij heeft alleen zwart haar, terwijl Osewoudt blond is. Als Dorbeck na de capitulatie en nu door de Duitsers gezocht, het kostuum komt terugbrengen, laat hij bij Osewoudt tevens twee Leica-films achter om te ontwikkelen. Dorbeck blijkt bij zijn volgende bezoek echter opeens niet meer geïnteresseerd in de opnames en vertelt dat er niets op stond. Hij vraagt Osewoudt om met de trein naar Haarlem te komen. Daar plegen Dorbeck en Osewoudt samen met een handlanger (Zéwüster) een overval op een Duits kantoor in de Kleine Houtstraat.

## Receptie
Dorbeck is het soort persoon dat Osewoudt graag zou willen zijn. In Dorbeck manifesteert zich, in de woorden van interpretator Frans A. Janssen, 'de wereld van activiteit, viriliteit, kracht, heldhaftigheid en heersersschap.'
Literatuurwetenschapper Wilbert Smulders noemt Dorbeck het 'tirannieke Superego' van Osewoudt. Ed Popelier ziet de tegenstelling ook seksueel: de 'manlijkheid' van Dorbeck staat tegenover de 'geslachtsloosheid' van Osewoudt.
Het motief van de dubbelganger verbindt volgens Smulders het realistische en het psychologische verhaalniveau. Dorbeck lijkt uiterlijk op Osewoudt, wat tot gecompliceerde, thriller-achtige verwikkelingen leidt. Op het psychologische verhaalniveau fungeert Dorbeck als 'het vijandige alter ego' van Osewoudt. Dit dubbelgangerniveau gaat terug tot de fantastische literatuur uit de romantiek waarvan bekende voorbeelden in het werk van E.T.A. Hoffmann en Edgar Allan Poe te vinden zijn.
Voor Popelier is de verhouding van Dorbeck tot Osewoudt de kern waar de roman om draait: de andere romanfiguren zijn er 'slechts om reliëf te geven'.

## Het wel of niet bestaan van Dorbeck
In studies van de roman is een belangrijke vraag of Dorbeck in de verhaalwereld werkelijk bestaat of slechts een hersenspinsel van Osewoudt is. Volgens Popelier zijn op die vraag meerdere antwoorden mogelijk. Een mogelijkheid is dat Dorbeck nooit heeft bestaan, in welk geval Osewoudt een collaborateur is. Onder de critici die meenden dat Dorbeck bestaat zijn: Kees Fens, Adriaan van der Veen en Jean Weisgerber. Volgens Emmy van Lokhorst en Gerard Knuvelder bestaat Dorbeck niet.
Als de lezer ervan uitgaat dat Dorbeck werkelijk bestaat, aldus Janssen, is daarmee nog niets zeker over diens rol. Er zijn drie mogelijkheden: Dorbeck zit bij het verzet, of hij is een handlanger van de Duitsers die Osewoudt gebruikt, of hij is zelfs 'verzetsman én collaborateur.' De roman bevat volgens Janssen ook gegevens die de lezer stimuleren tot de interpretatie dat Dorbeck een hallucinatie van Osewoudt is. Zo verbeeldt Osewoudt zich wel vaker wat en eenmaal ziet hij een visvrouw voor zijn eigen moeder aan. Dorbeck daagt soms op vreemde momenten op, bijvoorbeeld in een onweersbui of bij fel tegenlicht. Uiteindelijk kan de lezer, aldus Janssen, de gegevens niet onder een overkoepelende visie brengen. Hij is evenmin als Osewoudt in staat orde in de chaos van verwikkelingen aan te brengen.
Literatuuronderzoeker G.F.H. Raat wijst erop dat de verschillende standpunten die een lezer kan innemen, overeenkomt met de standpunten van personages. Wie bijvoorbeeld van mening dat Dorbeck een waanbeeld is van de geesteszieke Osewoudt, is het eens met psychiater Lichtenau in de roman.